# Вахрушев, Алексей Юрьевич
Алексе́й Ю́рьевич Ва́хрушев (род. 2 февраля 1969 года, Анадырь, Чукотский автономный округ, РСФСР) — российский режиссёр, сценарист, продюсер.
Научный сотрудник Института этнологии и антропологии Российской академии наук.
Член Союза кинематографистов и Гильдии кинорежиссёров России.

## Биография
Алексей Вахрушев родился и вырос на Чукотке, в городе Анадыре. Эскимос по национальности. В 1986 году, окончив школу, поступил в Дальневосточный институт культуры (факультет актёрского мастерства, курс Валерия Приёмыхова и Александра Михайлова). В 1991 году стал студентом ВГИКа (режиссёрское отделение, мастерская Виктора Лисаковича). Тогда же определилась основная тема творчества Вахрушева — судьба северных народов.
Первый короткометражный фильм «Время таяния снов», снятый режиссёром-дебютантом в 1993 году и повествующий о переселении эскимосов Провиденского района Чукотки в мёртвую бухту Ткачен, стал участником нескольких кинофестивалей и был отмечен призами.
Следующая работа Вахрушева — документальная лента «Птицы Наукана» (1996) — рассказывала о судьбе жителей исчезнувшего эскимосского поселения. В 2001 году вышел фильм «Остров», снятый в том районе Берингова пролива, через который проходит международная линия перемены дат.

Эскимосов острова Ратманова депортировали на материк, чтобы лысый камень, торчащий из Берингова пролива между Чукоткой и Аляской, стал пограничной заставой. Эскимосы называли камень Своей Землёй; русским срочникам здесь жутковато. <…> Жизнь эскимосов на этом фоне представляется исполненной смысла; северяне — как зеркало: глядя на них, белые видят себя. — Дмитрий Ткачёв, «Сеанс»
В 2006—2008 годах режиссёр работал над 7-серийным документальным циклом «Фабрика чудес», знакомящим зрителей с создателями отечественной мультипликации. Представляя проект на Большом фестивале мультфильмов, сценарист Сергей Капков отметил, что очень важно видеть лица тех, кто, работая в анимации, в основном находится за кадром.
Съёмки документального фильма «Добро пожаловать в Энурмино!» (2008) проходили на побережье Чукотского моря в течение двух с половиной месяцев. Картина, описывающая жизнь маленького «депрессивного» села и смонтированная без дикторского комментария, была показана на российских и международных фестивалях.
Фильм «Книга тундры. Повесть о Вуквукае, маленьком камне», премьера которого состоялась весной 2011 года, снимался в Усть-Бельской тундре. Лента, зафиксировавшая жизнь оленевода и его семьи, стала лауреатом кинопремии «Ника» в категории «Лучший неигровой фильм» (2012).
Алексей Вахрушев является штатным сотрудником Института этнологии и антропологии Российской академии наук, а также постоянным автором видеожурнала «National Geographic».

## Фильмография
- 1993 — «Время таяния снов» (режиссёр, сценарист)
- 1996 — «Птицы Наукана» (режиссёр, сценарист)
- 2001 — «Остров» (режиссёр, сценарист)
- 2003 — «Чукотские казаки» (режиссёр, сценарист)
- 2004 — «Летопись моржового клыка» (режиссёр, сценарист)
- 2005 — «Охотники студёных берегов» (режиссёр, сценарист)
- 2006—2008 — «Фабрика чудес» (режиссёр)
- 2008 — «Добро пожаловать в Энурмино!» (режиссёр, сценарист)
- 2009 — «Роберт, Алла, Время…» (режиссёр)
- 2009 — «Повелители луча» (режиссёр)
- 2011 — «Книга тундры. Повесть о Вуквукае, маленьком камне» (режиссёр, сценарист, продюсер)
- 2018 — «Книга моря» (режиссёр)

## Награды
- «Время таяния снов»
  - I Международный кинофестиваль «Человек и море» (Владивосток, 1994) — приз «За лучший дебют»[6]
  - XIX кинофестиваль «Black Maria» (США, 2000) — приз «За лучшую работу режиссёра»[6]
- «Летопись моржового клыка» — приз «За лучшую работу режиссёра» на XI Международном экологическом телевизионном фестивале «Спасти и сохранить» (Ханты-Мансийск, 2006)[6]
- «Охотники студёных берегов»
  - X Международный экологический телевизионного фестиваля «Спасти и сохранить» (Ханты-Мансийск, 2005) — приз «За лучшую работу режиссёра»[7]
  - XI международный фестиваль фильмов о защите окружающей среды «Green Vision» (Санкт-Петербург, 2006) — Гран-при[7]
  - I фестиваль документальных фильмов о национальных культурах «Евразийский калейдоскоп» (Москва, 2004) — приз «За лучший этноисторический фильм»[7]
- «Добро пожаловать в Энурмино!»
  - V кинофестиваль Национального географического общества «Все дороги» (Лос-Анджелес, 2008) — приз «За лучший полнометражный фильм»
  - VIII Российский фестиваль антропологического фильма (2008) — приз «За лучшую работу режиссёра»[8]
  - I Международный кинофестиваль «Арктика» (2010) — приз «За лучшую режиссёрскую работу»[9]
  - II Международный Нильский кинофестиваль (Каир, 2008) — Гран-при
- «Книга тундры. Повесть о Вуквукае, маленьком камне»
  - кинопремия «Ника» (2012) — победитель в номинации «Лучший неигровой фильм»[10][11]
  - премия кинокритики и кинопрессы «Белый Слон» — победитель в номинации «Лучший документальный фильм»[12]
  - премия в области неигрового кино «Лавровая ветвь» — победитель в номинации «Лучший неигровой кинофильм»[13]
  - Открытый фестиваль документального кино «Россия» (2008) — победитель в номинации «Лучший полнометражный фильм», приз Государственного архива кино- и фотодокументов «Фильм, достойный государственного хранения»[14]
  - Приз «Серебряный абрикос» за лучший документальный фильм (2012, Ереванский кинофестиваль)